# Hofmark Obergangkofen
Die Hofmark Obergangkofen lag im Herzogtum Bayern-Landshut, etwa zehn Kilometer südöstlich der Residenzstadt Landshut in Obergangkofen, heute ein Ortsteil der niederbayerischen Gemeinde Kumhausen im Landkreis Landshut. Die Hofmark wurde im Spätmittelalter erstmals erwähnt und bestand bis ins Jahr 1848, als aus ihr und einigen umliegenden Dörfern die Gemeinde Obergangkofen entstand.

## Erste Überlieferungen
In einem Rechtsstreit um 1600 wird eine Urkunde erwähnt die von Herzog Heinrich am Freitag nach Martini im Jahre 1422 ausgestellt wurde und in der dem damaligen Hofmarksherrn Heinrich Frank und allen nachfolgenden Inhabern der Hofmark die Niedergerichtsbarkeit bestätigt wurde. Das bedeutet, dass im Jahr 1422 die Hofmark bereits existierte da ja nur die bereits vorher bestehenden Rechte bestätigt wurden. Die neben dem Hofmarkschloss liegende Kirche wird bereits 1315 als Filialkirche mit Friedhof von Fraunhofen in den Matrikeln des Bistums Freising erwähnt. Das zeigt, dass bereits zu dieser Zeit eine entsprechende Siedlung mit Grundherrschaft vorhanden war, da es durchaus auch Filialkirchen ohne Friedhöfe gab, bei denen eben kein Herrschaftssitz war.
Das erste auf die Hofmark bezogene überlieferte Dokument ist ein Musterungsbuch aus dem Jahre 1553, in dem ein Leonhard von Asch
als Vormund für die noch minderjährigen Hofmarksbesitzer Wolfgang, Paul und Hansen Dietrichinger zu Obergänckchofen eine Musterung durchführte. Im Verzeichnis der Hofmarken des Gerichts Erding von 1558 ist Obergangkofen als alte Hofmarch, den Kindern Wolf Dietrichs gehörig genannt.
Der in einigen Urkunden aus den Jahren nach 1400 erwähnte Konrad Achdorfer als Inhaber eines Sitzes in Gawnchhofen hat nichts mit dieser Hofmark zu tun, dessen Gangkofen ist ein Burglehenssitz beim Markt Gangkofen im Rottal.

## Umfang
Der zur Hofmark gehörige Besitz war nicht viel, um 1553 waren das gerade mal der Schloßbau, ein ganzer Hof, der Wirt, der Schmied und drei Leerhäusl. Das Mesneranwesen gehörte zur Kirche und somit nicht zur Hofmark. Andere vor Ort vorhandene Anwesen gehörten teilweise zum Kloster Seligental, Heilig-Geist-Spital Landshut, Bistum Freising bzw. zu einer der umliegenden Ortskirchen oder zu anderen Gerichtsbarkeiten wie Geisenhausen, Teisbach oder Erding. Die Bedeutung der höheren Gerichtsbarkeit durch das Pfleggericht Geisenhausen, das von 974 bis 1605 zum Domkapitel von Augsburg gehört hat, wird am Kirchenpatrozinium des Bischofs Ulrich von Augsburg und dem großen Deckengemälde im Kirchenschiff mit der Schlacht am Lechfeld vom Jahr 955 deutlich sichtbar (Buch: Landkreis Vilsbiburg 1966). Alle nach 1550 belegten Inhaber hatten neben dieser Hofmark noch andere Besitztümer. Bei den Vorherigen ist das zumindest anzunehmen, wenn nicht vor dem Landshuter Erbfolgekrieg der Umfang erheblich größer war.
Einige der Hofmarksherren versuchten dann auch, die Hofmark durch Zukauf oder mit anderen Mitteln zu vergrößern.
Ein Untertanenverzeichnis aus dem Jahr 1671 ist erhalten. Damals bestand die Hofmark aus acht Anwesen, den bereits 1553 genannten und den seitdem
zugekauften Mesner und einem edelmannsfreien Hof.
Erst Ende des 17. Jahrhunderts konnte die Hofmark dann wirklich erfolgreich vergrößert werden.

## Bis zum Dreißigjährigen Krieg
In der im Jahr 1553 durchgeführten Musterung hatte von Asch gerade mal sechs Männer zu mustern und er konnte immerhin einen davon mit einer hellnparten und seittenwör ausrüsten, jedoch ohne Pferd. Er bat deshalb, es seinen Pflegesöhnen zu erlassen wie es bereits vordem geschehen sei.
Mehr ist über die Dietrichinger nicht überliefert, 1562 ist ein Gregor zu Münichdorff als Besitzer genannt. Dessen Sohn Wolf Münich zu Münichdorff und Obern-Gänkhoven ist 1583 in einer ähnlichen Lage wie von Asch, dass er nur einen Mann, diesmal mit Pferd, ausrüsten kann.
Als sich Wolf Münich und Hans Albrecht von Khuttenau, Pfleger zu Osterhofen 1593 am Landtag in München treffen beschließen sie, dass sie ihre abgelegenen Besitzungen tauschen. Kuttenau erhält Obergangkofen und der Münichdorffer nimmt dafür die Hofmark Ramspauer in der Oberpfalz.
Der Tausch wurde noch während des Landtags getätigt und von sechs Adligen bezeugt.
Von Kuttenau verkaufte seine eingetauschte Hofmark Obergangkofen am 18. Januar 1595 an Wilhelm Heißhammer.
Im Jahr 1597 wurde eine Verordnung erlassen, dass alle edelmannsfreien Höfe in die Gerichtsbarkeit des Landgerichts fallen wenn der Besitzer nicht der Edelmannsfreiheit fähig ist. Der Edelmannsfreiheit fähig war jemand der die niedere Gerichtsbarkeit ausüben durfte und somit mindestens zum niederen Adel gehörte. Dies war für Wilhelm Heißhammer ein Problem denn er war im Gegensatz zu den Vorbesitzern nicht der Edelmannsfreiheit fähig. Er führte deswegen einen mehrere Jahre dauernden Streit gegen das Landgericht um einen edelmannsfreien Hof der zu Zeiten Wolf von Münichs zur Hofmark kam. Bei der Niedergerichtsbarkeit ging es ja nicht nur um die Rechtsprechung als solches, sondern auch um Scharwerkgelder und Arbeitsleistungen die der Hofmarksbesitzer vom Hof verlangen konnte wenn er die Niedergerichtsbarkeit über diesen Hof hatte. In diesem Zusammenhang argumentiert Heißhammer, dass in der im Jahre 1422 ausgestellten Urkunde allen Inhabern der Hofmark die Niedergerichtsbarkeit zusteht. Im Jahr 1609 wird ihm jedoch endgültig beschieden, dass er der Edelmannsfreiheit nicht teilhaftig sei und er deswegen die Niedergerichtsbarkeit über diesen Hof nicht ausüben könne.
Nach dem Tod Wilhelm Heißhammers im Jahre 1614 wurde Michael Hipper, Pflegsverwalter zu Hohenschwangau und Gemahl von Heißhammers Tochter Anna Maria Hofmarksherr.

## Während des Dreißigjährigen Kriegs
Die folgenden Besitzerwechsel können durchaus von den Unruhen während des Dreißigjährigen Kriegs verursacht worden sein.
Georg Hörmann, 1571 bis 1590 Gerichtsschreiber und Pflegsverwalter in Marquartstein und später kurfürstlicher Regiments-Rat zu Straubing war ab 1617 der Nachfolger von Hipper.
Maria Hörmann, Georgs Tochter heiratete Christoph Dürnitzl, Bürgermeister in Straubing und bringt die Hofmark für kurze Zeit in dessen Hand.
Nach 1639 ist ein Hans Siegmund von Leoprechting, Kastner zu Landau als Hofmarksherr genannt der die Hofmark und das Mesneranwesen gekauft hat.
Um den Mesner kam es dann zum Streit, denn der hatte aufgrund der vorherigen Zugehörigkeit zur Kirche weniger Scharwerksdienste zu leisten wie die anderen Untertanen.
Etwa 1642/1643 folgte der kurfürstliche Beamte Johann Kristoph Schneck, Pfleger zu Ismaning als Hofmarksherr. Wie früher Heißhammer bemühte sich auch Schneck erfolglos darum, die niedere Gerichtsbarkeit über den besagten edelmannsfreien Hof zu erhalten die sein adliger Vorgänger als Hofmarksherr hatte und Schneck beim Kauf abgesprochen wurde. Ebenso wie von Leoprechting war er auch beim Versuch, den Scharwerksdienst des Mesners zu erhöhen, erfolglos. Schneck war mehrere Jahrzehnte Hofmarksherr und wurde von Barbier abgelöst.

## Johann German Barbier
Johann German Barbier, Hofrat in München entstammte einer Münchner Patrizierfamilie, nahm im Jahr 1663 am Reichstag in Regensburg Teil und war anschließend Gesandter am kaiserlichen Hof in Wien. Er wurde 1670/1671 von Kurfürst Ferdinand Maria geadelt, erhielt die Hofmark und wurde mit dem Prädikat von Gängkhofen ausgezeichnet. Er war der einzige Hofmarksherr der die Hofmark umfangreich erweitern konnte, so kaufte er 1674 sechs ganze Hofe mit allen Rechten incl. Grund und Boden und die Gerichtsbarkeit und andere Rechte über weitere 27 Untertanen in und um den Hofmarkssitz. Der einzige Vorbehalt den der Kurfürst machte war, dass er oder einer seiner Nachkommen die verkauften Besitztümer jederzeit ohne Angabe von Gründen wieder zurückkaufen können muss.
Barbier starb 1686 ohne Nachkommen und setzte testamentarisch seine Schwester Maria Elisabeth als Universalerbin ein. Seine Gemahlin bekam die Hofmark 24 Jahre oder bis zu ihrem Tod als Nießbrauch. Danach sollte sie die Hofmark als Fideikommiss an den ältesten des Namens Barbier weitergeben. Friedrich von Edlmar, kurfürstlicher Rat und Rentmeister zu Straubing, der Gemahl von Barbiers Schwester Maria Elisabeth entschädigte die Mutter des noch minderjährigen Johann Anton Barbier aus München, so dass diese die Rechte ihres Sohnes an die Edlmar abtrat. Johann German Barbiers Witwe erhielt anstatt des Nießbrauchs eine Rente von 180 Gulden jährlich und war mit dieser Regelung mehr als einverstanden, da das Schloss in Stand gesetzt werden musste, was mindestens einen Aufwand von 1000 Gulden bedeutet hätte.
Johann Anton Barbier erhob gleich nach seiner Volljährigkeit Einspruch gegen die testamentswidrige Regelung, der darauf folgende Rechtsstreit zog sich bis ins Jahr 1712. In dessen Verlauf wurde auch die Edelmannsfreiheit und damit die Niedergerichtsbarkeit der Edlmars angezweifelt.

## Von Edlmar
Jacob Anton von Edlmar, Regimentsrat und Rentmeister in Straubing, dem Sohn des 1693 verstorbenen Friedrichs wurde im Vergleich vom 4. Juni 1712 die Hofmark endgültig zugesprochen. Die Edlmar wurden 1697 von Kurfürst Max Emanuel in den Freiherrnstand erhoben, so dass sie adelig waren und damit die Edelmannsfreiheit hatten. Vermutlich wurde Jacob Anton im Jahr 1719 nach Amberg versetzt denn er war nur bis dahin Rentmeister in Straubing und starb 1731 in Amberg. Sein Sohn und Erbe Josef Anton von Edlmar war spätestens 1734 Regimentsrat in Amberg.
Am 28. Oktober 1725 hatte Kurfürst Max Emanuel das Rückkaufsrecht aufgehoben, das sich Ferdinand Maria beim Verkauf an Barbier ausdrücklich vorbehalten hatte.
Im Jahr 1733 forderte die Hofkammer ausstehende Steuern und Abgaben rückwirkend seit 1686 ein. Anscheinend fühlte sich keiner der Kontrahenten während des Testamentstreits dafür zuständig diese Abgaben zu bezahlen. Die Untertanen verpflichteten sich daraufhin, innerhalb der nächsten vier Jahre ihre Schuldigkeit abzubezahlen, obwohl keiner von ihnen schon 1686 auf seinem Hof war, also keiner von der Strittigkeit gewußt noch schuldig war. Jedoch, noch 1792 war die Schuld nur erst teilweise beglichen.
1741 wurde der Bruder von Josef Anton, Franz de Paula Max Joseph Sebastian Felix Freiherr von Edlmar, Chorherr von Regensburg und Stadtpfarrer in Fürth, Herr von Obergangkofen, Waltendorf, Kleineigen und Schächten als letzter Edlmar der Hofmarksherr.
Trotz des 1725 aufgegebenen Rückkaufsrechts wurden 1781 die Erwerbungen von Barbier vom Gericht Erding zurückgefordert. Auf einen entsprechenden Hinweis seitens Edlmar hieß es, dass dieses Dekret ungültig sein weil erst geprüft werden muss ob Kurfürst Ferdinand Maria die Untertanen überhaupt an Barbier rechtmäßig hätte verkaufen können. Letztendlich unterblieb der Rückkauf, weil nach Ansicht der Hauptkasse es nicht möglich sei die eingenommenen Kapitalien auszuzahlen da die Ausgaben sowieso die Einnahmen übersteigen würden.

## Walser von Syrenburg
Nach dem Tod von Franz de Paula von Edlmar 1785 fiel das Erbe einem Sohn seiner Schwester Maria Klara zu, die mit Max Anton von Walser zu Syrenburg, Pfleger zu Fürth verheiratet war. Der gleichnamige Sohn übernimmt das Erbe und verwaltet es getreu den Testamentsvorschriften bis 1800. Bereits im Jahre 1661 wurden die Walser mit dem Prädikat von Syrenburg von Kaiser Leopold in den Reichsadel erhoben.
Im Jahre 1791 beginnt wieder das Verfahren, die von Barbier erworbenen Untertanen zurückzufordern. Vom Gericht Erding wird die Edelmannsfreiheit des Herrn von Walser angezweifelt und deshalb seien die einst dem Barbier verkauften Untertanen an das Gericht zurückgefallen. Da seitens der Hofmark keine Stellungnahme vorlag sind die sechs einschichtigen Untertanen 1792 in gerichtliche Pflicht genommen worden.
1801 erbte sein Neffe Franz de Paula Walser von Syrenburg die Hofmark. Durch die 1810 erfolgte Aufnahme des Franz de Paula in die Bayerische Adelsmatrikel fielen die zurückgeforderten Untertanen wohl wieder zur Hofmark, zumindest ist nur von einem einzigen der 1674 zur Hofmark gekommenen Untertanen bekannt, dass er nach 1800 nicht mehr zur Hofmark gehörte.
Nach Franz de Paulas Tod 1832 fiel das Gut seiner Witwe Franziska zu, die 1848 zu Gunsten des Staates auf ihre gutsherrlichen Rechte verzichtet zu haben scheint.

## Schloss
Bereits 1553 wird der Schlossbau erwähnt, jedoch ohne nähere Details. Die erste Beschreibung des Gebäudes selbst gibt es erst im Zusammenhang mit dem Testament von Barbier, hier heißt es, dass das Schloss neu instand gesetzt werden muss und Edlmar das pauföhlige Schloß aus seinem peitl wiederumb zue würdten bringen wolle. Als dann Jacob Anton von Edlmar die Hofmark endgültig zugesprochen wird weiß dieser nur zu Berichten, dass sein Vater wegen Einsturzgefahr mit annähernd 2000 Gulden das Schloss zum Teil neu gebaut und das alte Gebäude repariert hat.
Die nächste Bestandsaufnahme ist dann 1801 bei der Besitzübernahme von Franz de Paula Walser überliefert. Das Mobiliar bestand aus einem Tisch aus Fichte, zwei Kommoden, sechs lederbezogenen Stühlen, einem Tisch mit Marmorplatte, drei alten Ledersesseln und fünf hölzernen Sesseln. Weiterhin aus zwei Doppelbetten, einem einfachen Bett, dreiundzwanzig Bildern, einem kleinen Registarturkasten und einem von den Franzosen zerstörten großen Registraturkasten. Der Schlossbau selbst ist ein gemauerter schlechter Viertelbau und verpachtet.
Die Fassion 22 des königl. Bair von Walserschen Patrionial Schlooses und Oeconomie zu Obergangkofen des Steuerdistrikts Obergangkofen von 1808 beschreibt das Schloßanwesen. Es umfasst das gemauerte unausgebaute, unbewohnbare zur Demolirung bestimtes Hofmarchs Schloos Haus Nro 1, die dazu gehörigen 3 Gärten in continuo als Küch-, Haas- und Oetzgarten, sowie das Oekonomie Gebäude nebst Hofbau [Schloßbauernhof mit HsNr2 gemäß RD-Kataster von 1814] bestehend aus dem Mayrhaus Haus, Stadl und Ställe, ohne Garten und mit 3 Feldern.
Mandlkamerfeld: insgesamt 8 Äcker, Windschnurfeld: insgesamt 6 Äcker und Göttsdorfer Feld: 2 Äcker, zusam 33 Aussp.
Um 1820 wird es dann abgerissen.